# Олександр Глібович
Олександр Глібович (*д/н — †1313) — Великий князь Смоленський в 1297—1313 роках.

## Життєпис
Походив з роду Ростиславичів Смоленських, гілки Рюриковичів. Син великого князя смоленського Гліба Ростиславича. Про дату народження й молоді роки нічого невідомо. 1278 року стає мстиславським князем. У 1281 році заміщав стрийка Федора Ростиславича Чорного, великого князя Смоленського, коли той перебував у Золотій орді.
1292 року вдруге призначається намісником князівства, коли в черговий раз Федір Ростиславич рушив до Орди. Скориставшись, що той почав боротьбу з князем Дмитром Олександровичем, Олександр Глібович фактично захопив владу в Смоленську.
1297 року думою і вічем оголошений великим князем. Вступив у боротьбу з Федором Ростиславичем. У 1299 році останній зазнав остаточної поразки, внаслідок чого Олександр Глібович зосередив увагу на відносинах з Великим князівством Литовським. Вступив у протистояння з останнім за Полоцьке князівство, де на той час постала теократична влада місцевих єпископів. У цю боротьбу також втрутився Ливонський орден. Вдалося встановити зверхність над Вітебським князівством.
У 1300 році Олександр спільно з братом Романом, князем новгородським, організували похід на Дорогобуж, але були розбиті своїм стриєчним братом Андрієм Михайловичем, князем Вяземським. Близько 1307 року після смерті своїх небожів посадив на Брянський трон свого сина Василя. Водночас не зміг завадити великому князю Литовському Вітеню встановити владу над Полоцьким князівством. Проте влада Олександра Глібовича зберігалася над Вітебськом, князь якого Ярослав Василькович, визнавав зверхність Смоленська. При цьому остаточно визнавався титул великого князя Смоленського. Помер 1313 року. Владу успадкував його син Іван.

## Родина
- Іван, великий князь Смоленський.
- Василь, великий князь Чернігівський і князь Брянський.
- Олена, дружина Івана Калити, великого князя Московського.